# Moldauhafen

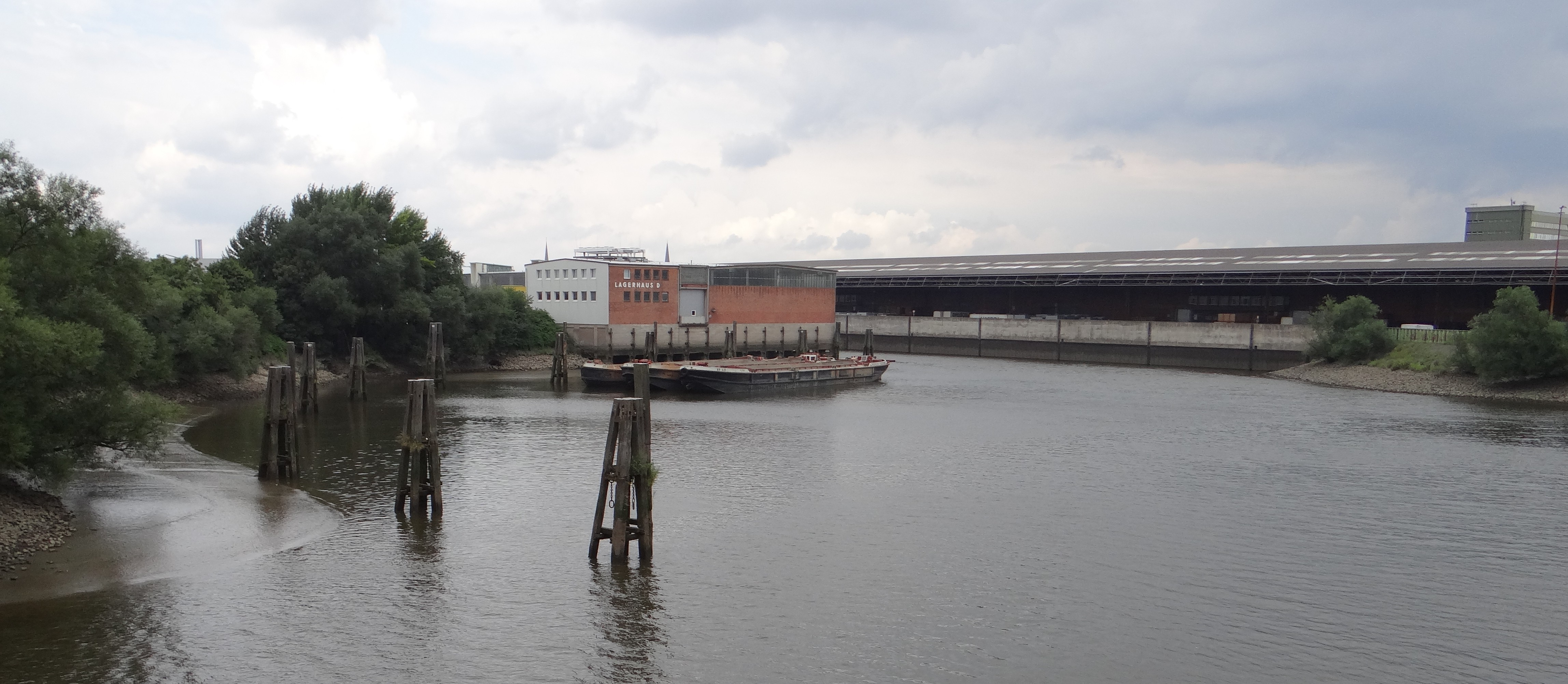
Moldauhafen, Blick von der Sachsenbrücke

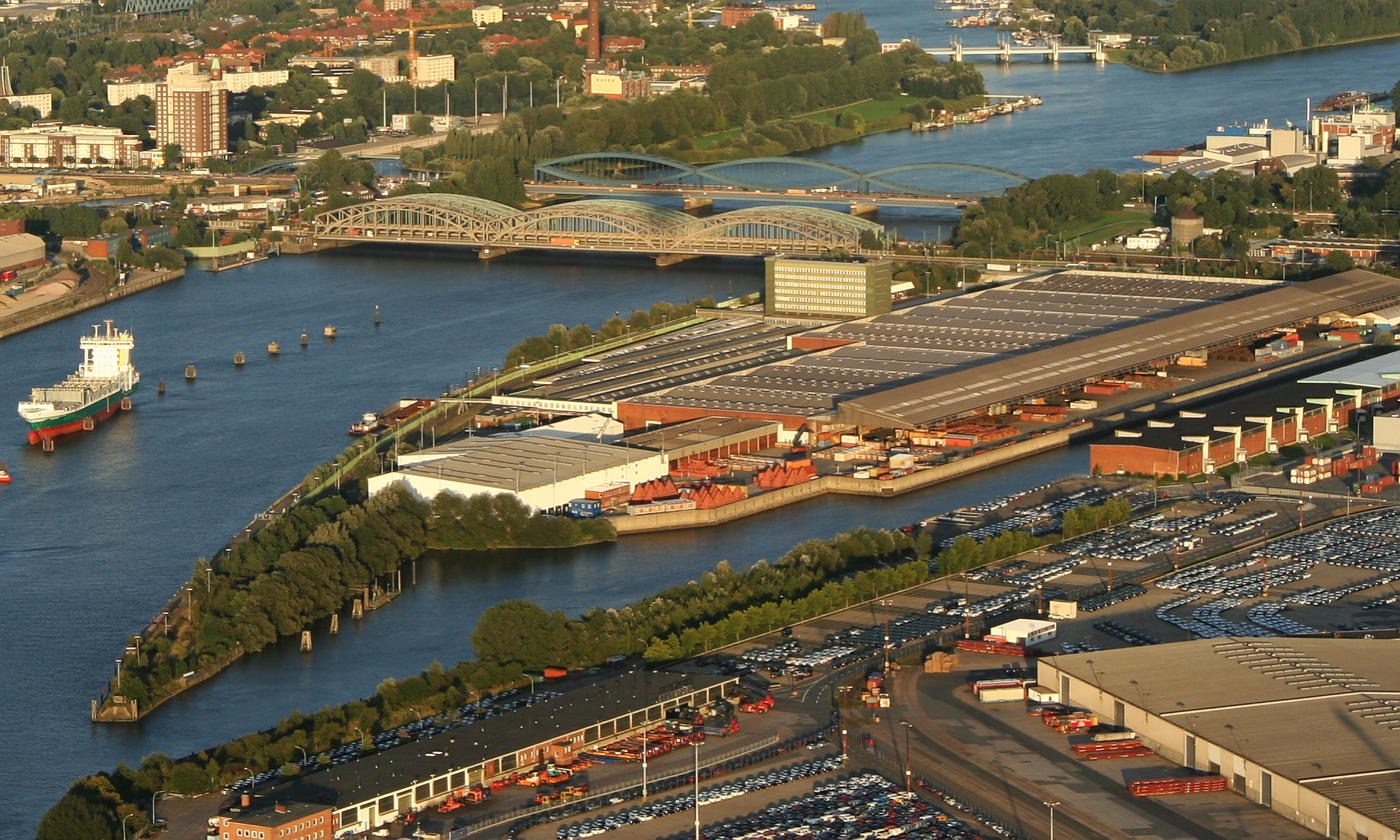
Luftbild (2010)

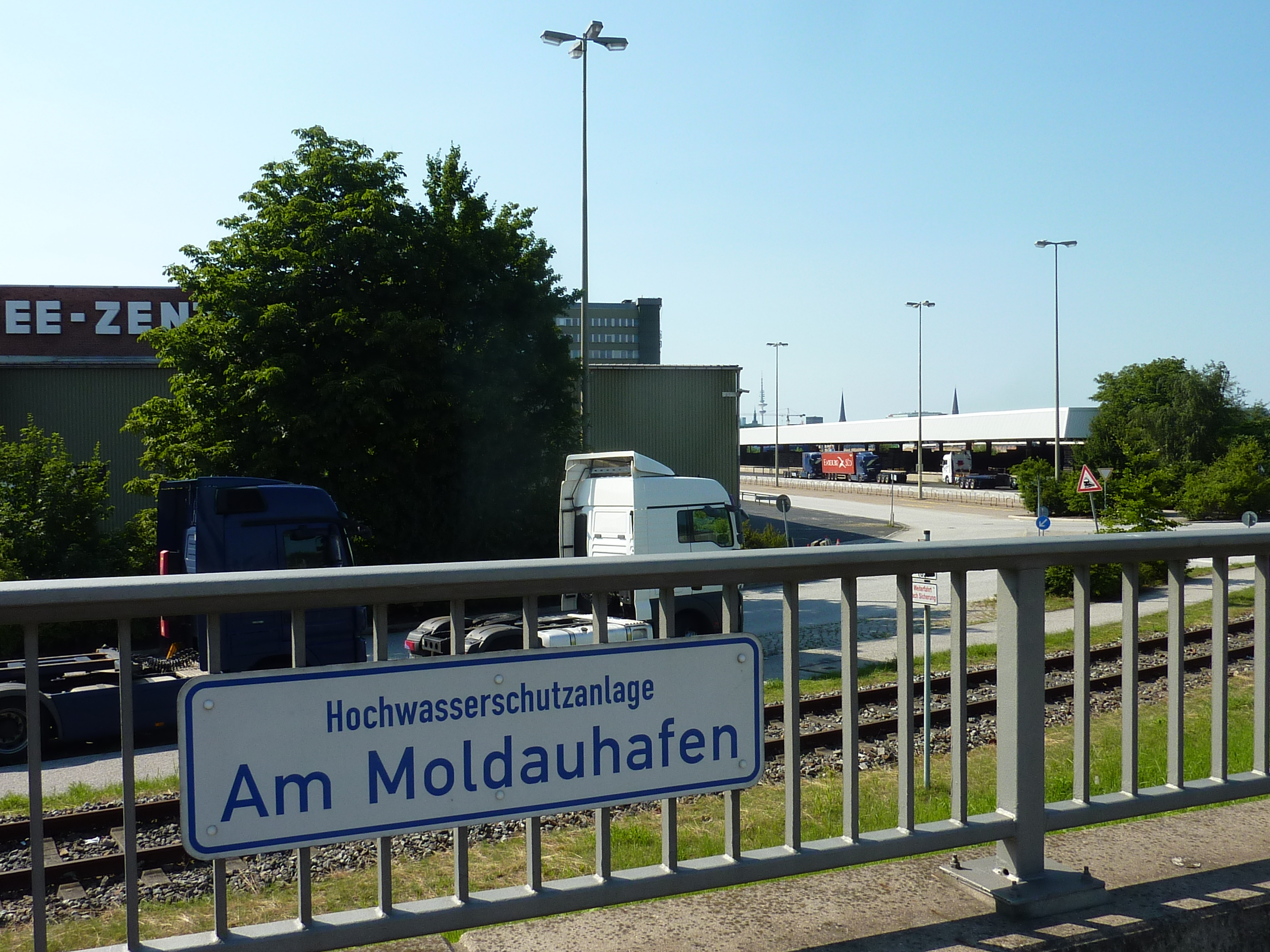
Hochwasserschutzanlage „Am Moldauhafen“

Der Moldauhafen (tschech. Vltavský přístav) ist ein 1887 erbautes Hafenbecken im Hamburger Hafen. Dort wurde 1919 ein 30.000 Quadratmeter großes Gelände aufgrund des nach dem Ersten Weltkrieg unterzeichneten Versailler Vertrages 1929 für 99 Jahre an die Tschechoslowakei verpachtet, da die Elbe für dieses Binnenland die einzige schiffbare Verbindung zu den Weltmeeren darstellt. Eine ähnliche Bestimmung galt für den Hafen von Stettin. Umgeben wird das Hafenbecken vom Prager Ufer (Nordkai) und Melniker Ufer (Südkai).

## Geschichte und Entwicklung

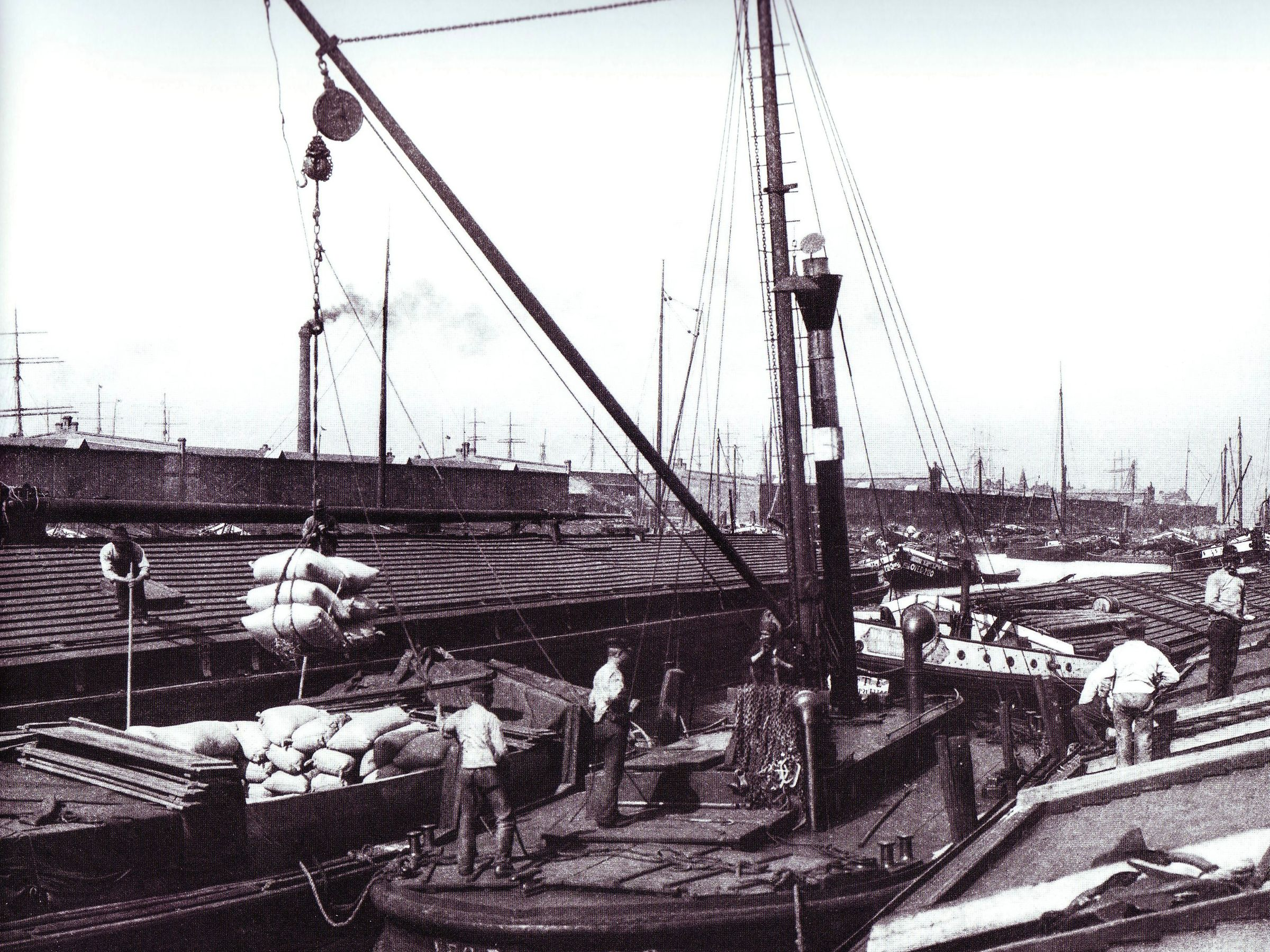
Moldauhafen um 1900

Im Jahr 1937 trafen in Hamburg 2.010 Binnenschiffe aus der Tschechoslowakei mit über 1.500.000 Tonnen Tragfähigkeit ein. Im Export wurden hauptsächlich Zucker, Kohle, Getreide, Holz, Glasprodukte, Eisenwaren, Cellulose und Malz verschifft. In den 1950er Jahren wurde dort ein zum Wohnschiff umgebauter Schleppkahn für die Besatzungen der tschechoslowakischen Schlepper und Frachtkähne festgemacht.
1993 trat Tschechien die Rechtsnachfolge der Tschechoslowakei an. Das im damaligen Freihafen gelegene Gelände wurde bis 2002 von der Tschechoslowakischen Elbe-Schiffahrtsgesellschaft (ČSPL) genutzt. Nach der Insolvenz der ČSPL ging die Nutzung zurück, der Pachtvertrag gilt noch bis 2028.
Mit dem Erlöschen des Versailler Vertrags nach dem Zweiten Weltkrieg hat der Pachtvertrag den Charakter eines privatrechtlichen Vertrags zwischen der Freien und Hansestadt Hamburg als Grundeigentümerin und Tschechien.

### Zukunft
Nach dem Auslaufen des Pachtvertrags 2028 soll der Moldauhafen und das umliegende Gebiet als Teil des neuen Stadtteils Grasbrook zu einem Wohngebiet mit gemischter Wohn- und Gewerbenutzung umgestaltet werden. Zur Anbindung des neuen Stadtteils ist ein U-Bahnhof Moldauhafen der Linie U4 geplant; er soll das Hafenbecken in Nord-Süd-Richtung überspannen. Für die Namensgebung der zukünftigen U-Bahn-Haltestelle wurde eine Online-Abstimmung ausgerufen, bei der es drei Optionen gab: Grasbrook, Prager Ufer und Moldauhafen. Der Name „Moldauhafen“ ging aus dieser Abstimmung als Sieger hervor.
Darüber hinaus verhandeln Hamburg und Tschechien seit einigen Jahren über einen Flächentausch, um tschechischen Unternehmen auch über 2028 hinaus ein Gebiet von „ungefähr gleicher Größe im Hafengebiet für Seeschiffe“ anzubieten.